# Velike Lipljene
Velike Lipljene (Duits: Großliplein) is een plaats in Slovenië en maakt deel uit van de gemeente Grosuplje in de NUTS-3-regio Osrednjeslovenska. De plaats telde 173 inwoners op 1 januari 2020.